# Lernsituation
Eine Lernsituation ist eine Ausgestaltung von Lernfeldern für den schulischen Lernprozess im Berufsschulunterricht. Innerhalb eines Lernfeldes kommen verschiedene Lernsituationen zur Anwendung.
Die Lernsituation beschreibt realitätsbezogene Aufgaben und Problemstellungen eines entsprechenden Lehrberufs. Eine Lernsituation gibt mögliche Handlungsprodukte vor, die das Ziel der zu unterrichtenden Einheit festlegen. Dadurch wird für die Auszubildenden eine hohe Transparenz des Unterrichtsgeschehens geschaffen. Sie können somit einen großen Teil der Verantwortung für ihren Lernprozess übernehmen.
Lernsituationen bieten die Chance, das  Modell der vollständigen Handlung umzusetzen und betriebliche Abläufe in die Schule zu transformieren. Die berufliche Handlungskompetenz kann durch Lernsituationen ganzheitlich gefördert werden, da nicht nur fachbezogenes Wissen, sondern vor allem der Prozess der Problemlösung im Vordergrund steht. 
Lernsituationen müssen exemplarischen Charakter haben, damit sie den Auszubildenden Strategien vermitteln, die ihnen dabei helfen, zukünftige Berufssituationen zu bewältigen.